# Clara Sanchez
Clara Sanchez (ur. 20 września 1983 w Martigues) – francuska reprezentantka kolarstwa torowego, dwukrotna mistrzyni świata w keirinie.
Z powodzeniem startuje w sprincie i keirin. Największymi jej osiągnięciami jest dwukrotne mistrzostwo świata w keirin (2004, 2005) i dwukrotne mistrzostwo Europy elite w sprincie drużynowym (w parze z Sandie Clair) w Pruszkowie w 2010 roku. Startowała w igrzyskach olimpijskich w Pekinie (2008), zajmując w sprincie 5. miejsce.
Jest wielokrotną mistrzynią Francji w sprincie, wyścigu na 500 m ze startu zatrzymanego i scratchu.